# Mammed Said Ordubadi

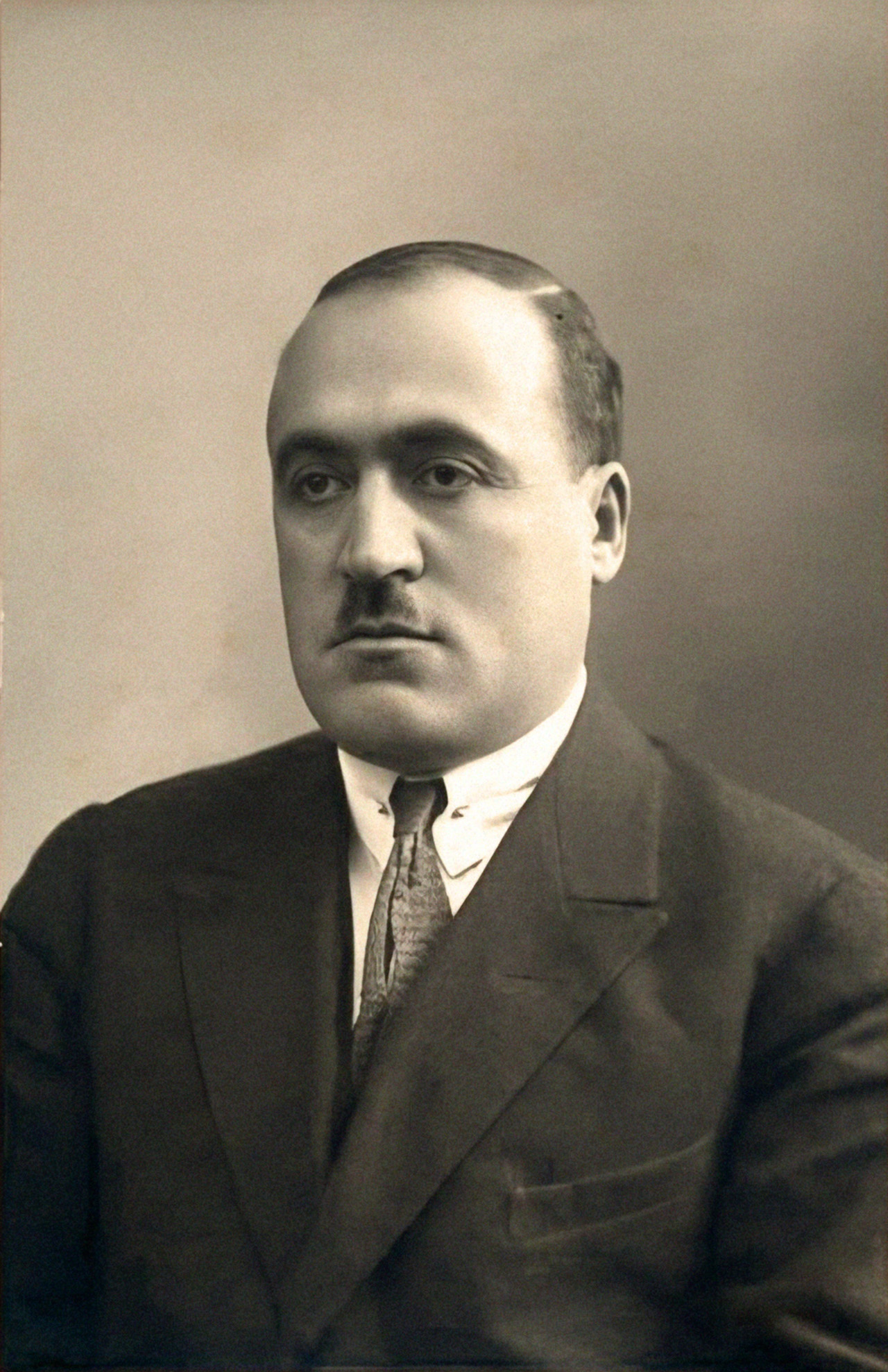
Mammad Said Ordubadi

Mammed Said Ordubadi (en azerí: Məmməd Səid Ordubadi) (Ordubad, Imperio ruso; 24 de marzo de 1872 - Bakú, Unión Soviética; 1 de mayo de 1950) fue un escritor, poeta, dramaturgo y periodista azerí.

## Infancia y juventud
Mammed Said Ordubadi nació el 24 de marzo de 1872 en Ordubad, actual Azerbaiyán, en ese entonces bajo dominio del Imperio ruso.Inicialmente se educó en una madrasa, y más tarde estudió en la escuela secular Əxtər (Estrella) de Mahammad Sidgi, un intelectual de renombre por promover la ilustración en el Cáucaso a principios del siglo XX. Ordubadi perdió a su padre a temprana edad y se vio obligado a trabajar en una fábrica textil.

## Primeras publicaciones
Empezó a escribir hacia la década de 1890. Su primera publicación fue en el diario Shargi-Rus (Rusia Oriental) de Tiflis, en 1903. En 1906 publicó su libro de poesía Ignorancia (Qəflət), y en 1907 Patria y libertad (Vətən və hürriyyət). Escribió para diversos medios impresos azeríes, destacando Molla Nasraddin, Yeni yol, Irshad y Sada. 

## Madurez
Cubrió diversos temas políticios, sociales y educacionales. Creía firmemente en la necesidad de ilustrar la sociedad azerí bajo dominio ruso. En 1911, Ordubadi publicó Los años sangrientos (Qanlı sənələr), libro compuesto por los testimonios de las masacres de armenios y de tártaros de 1905 y 1906. En la década de 1910 escribió varias obras, cuentos y novelas.

## Últimos años
En 1915 fue arrestado por autoridades rusas y exiliado a Tsaritsin, actual Volgogrado. En 1918 se unió al Partido Comunista y regresó a Bakú en mayo de 1920, tras la conquista bolchevique de Azerbaiyán. En 1937 terminó el libreto de la ópera Koroğlu del compositor Uzeyir Hajibeyov, la más famosa producida en Azerbaiyán. También pertenecen a este género sus libretos para las piezas Nərgiz y Nizami. Dentro de sus obras de madurez destacan Dumanlı Təbriz (Tabriz con neblina) y Qılınc və qələm (Espada y pluma), ambas terminadas en 1948. Murió el 1 de mayo de 1950 en Bakú.